# Список замків Фінляндії
Цей список укріплень на території Фінляндії включає замки, фортеці та оборонні вежі середньовічного та пізніших періодів. Він не є повним та виключним і становить лише частину загальної кількості фортифікаційних споруд країни.

## Основний список
| Зображення | Назва                   | Оригінал назви                              | Дата будівництва                                                    | Місцезнаходження                                             | Спорудник | Інші відомості |
| ---------- | ----------------------- | ------------------------------------------- | ------------------------------------------------------------------- | ------------------------------------------------------------ | --- | --- |
|            | Замок Турку (Замок Або) | фін.Turun linna; швед. Åbo slott            | 1280                                                                | Турку                                                        | Король Швеції, з метою закріпити приєднання «Східних земель»; впродовж XVI ст. Густав I Ваза проводив масштабну перебудову замку. | У свій час використовувався як зерносховище, виноробня, губернська в'язниця, військовий арсенал та казарма. Починаючи з кінця XIX ст. тут функціонує історичний музей міста. |
|            | Замок Хяме              | фін.Hämeen linna; швед. Tavastehus slott    | середина ХІІІ ст.; з 1308 починає згадуватися в історичних джерелах | Муніципалітет Хямєенлінна, провінція Канта-Хяме              | Шведський ярл Біргер Магнуссон | У 1837 р. російська влада організовує в замку в'язницю та виправну колонію, що існувала до 1953 р. Фортецю перебудовують за планами архітектора Карла Людвіга Енгеля. |
|            | Олафсборг (Олавінлінна) | фін.Olavinlinna; швед. Olofsborg            | 1475                                                                | Муніципалітет (місто) Савонлінна, провінція Південна Савонія | Канцлер Фінляндії Ерік Аксельсон Тотт (1419—1481); архітекторів запросили з Ревеля                                                | Перша шведська фортеця, що могла протистояти вогнепальній артилерії. Стоїть на скелястому острові між озерами Хаапавесі та Піхлаявесі. З 5 веж збереглися лише 3. На сьогодні це найпівнічніший кам'яний замок середньовіччя.                                                                                    |
|            | Расеборзький замок      | фін.Raaseporin linna; швед. Raseborgs slott | 1373—1378                                                           | Муніципалітет Расеборг, провінція Уусімаа                    | Лорд-розпорядник шведського короля Альбрехта Бо Йонссон (1330—1386)                                                               | Зниження рівня моря призвело до запустіння замку у середині XVI ст. З 1890-х рр. після проведення реставораційних робіт його відкрили для відвідувань. |
|            | Замок Кастельхолм       | фін.Kastelholma; швед.Kastelholms slott     | Вперше згадується у 1388 р.                                         | Комуна Сунд, провінція Аландські острови                     | Шведська корона; впродовж 1453—1456 розбудовою замку займався Лорд-розпорядник Данії, Ніл Еріксен Ґільденстьєрн                   | У 1599 р. під час міжусобної війни замок було дуже пошкоджено військами короля Карла IX. Остаточно зруйновано у 1745 р. Реставраційні роботи велися з 1982 по 1989 рр. |
|            | Замок Куусісто          | Kuusiston piispanlinna                      | 1317                                                                | Місто Кааріна, провінція Південно-західна Фінляндія          | Єпископ Турку | У XIV—XV ст. одна з семи, друга за величною, шведських єпископій. Замок було зруйновано під час реформаційних воєн Густава І у 1528 р. |
|            | Замок Каяані            | Kajaanin linna                              | 1604—1619                                                           | Муніципалітет Каяані, провінція Кайнуу                       | Шведська корона | Замок Каяані — остання скандинавська фортифікація у середньовічному стилі. Вважається найменшим європейським кам'яним замком. Найвідомішим в'язнем впродовж 1616—1635 тут був шведський історик Йоханнес Мессеніус. Після п'ятитижневої осади періоду Північної війни російські війська підрвали замок у 1716 р. |
|            | Замок Гаміна            | Haminan linnoitus                           | 1720-ті                                                             | Муніципалітет Гаміна, провінція Кюменлааксо                  | Шведський генерал Аксель фон Льовен                                                                                               | Бастіонна портова фортеця часів Російсько-шведської війни (1741—1743). На початку XIX ст. бастіон втратив своє стратегічне оборонне значення, російсько-шведський кордон пересунувся західніше. Сьогодні у фортеці розміщується Державна фінська школа офіцерського резерву.                                     |
|            | Фортеця Свартхольм      | Svartholman merilinnoitus                   | 1748—1764                                                           | Муніципалітет Ловійса, провінція Уусімаа                     | Шведський інженер Августін Еренсверд (1710—1772)                                                                                  | Великого значення набула під час Російсько-шведської війни (1808—1809). У 1855 р. в рамках Кримської війни фортецю підірвали англійці. |
|            | Суоменлінна (Свеаборг)  | фін. Suomenlinna; швед. Sveaborg            | 1746—1770                                                           | Гельсінкі                                                    | Шведський інженер Августін Еренсверд (1710—1772)                                                                                  | Укріплення фортеці побудовані на 7 скелястих островах, т.з. «Вовчих шхерах» (фін. Susisaaret). З 1991 р. входить списку світової спадщини ЮНЕСКО, № 583. На островах розташовані музеї, військово-морська академія фінського флоту та в'язниця полегшеного режиму.                                               |
|            | Фортеця Кярнякоскі      | Kärnäkosken linnoitus                       | 1791—1793                                                           | Муніципалітет Савітайпале, провінція Південна Карелія        | Генерал Олександр Суворов за велінням Катерини ІІ зміцнити захист північно-західних кордонів імперії та її столиці.               | Бастіон Кярнякоскі активно використовувався лише у 1793—1835 рр., і навіть не встиг взяти участь у бойових діях. |
|            | Фортеця Бомарсунд       | Bomarsund                                   | 1830                                                                | Комуна Сунд, провінція Аландські острови                     | Інспектор фортеці, майбутній імператор Микола І; проект французького інженера Рене де Монталембера.                               | Одразу після початку Кримської війни об'єднаний франко-англійський флот відплив до Фінської затоки, щоб заблокувати кораблі Російської імперії. Битва відбулася в серпні 1854 р. Захисників Бомарсунду було 2 200, зі сторони нападників — 12 000. За 4 дні штурму фортеця була взята і зруйнована.              |